# Onthophagus semiaratus
Onthophagus semiaratus là một loài bọ cánh cứng trong họ Bọ hung (Scarabaeidae).